# Cornille
Cornille – miejscowość i gmina we Francji, w regionie Nowa Akwitania, w departamencie Dordogne.
Według danych na rok 1990 gminę zamieszkiwało 548 osób, a gęstość zaludnienia wynosiła 42 osób/km² (wśród 2290 gmin Akwitanii Cornille plasuje się na 676. miejscu pod względem liczby ludności, natomiast pod względem powierzchni na miejscu 876.).